# Gate City
Gate City – miasto w Stanach Zjednoczonych, w stanie Wirginia, siedziba administracyjna hrabstwa Scott.